# Morbilità
In statistica, la morbilità è il numero dei casi di malattia registrati durante un periodo dato in rapporto al numero complessivo delle persone prese in esame.
Il tasso di morbilità può essere determinato in due modi: mettendo in rapporto con la popolazione studiata il numero complessivo degli individui che soffrono della malattia in questione (prevalenza), oppure soltanto il numero degli individui presso i quali la malattia si è manifestata per la prima volta in un certo periodo (incidenza). In medicina del lavoro e in medicina delle assicurazioni per morbilità si intende il rapporto percentuale tra il numero di giornate di assenza dal lavoro per malattia e il numero di giornate lavorative previste (ossia quelle effettuate più 
quelle mancate a causa della malattia).
In epidemiologia il termine è tuttavia spesso impiegato come sinonimo di morbosità.
Nelle statistiche attuariali il termine morbilità viene spesso utilizzato per esprimere la frequenza con cui una malattia si manifesta in una determinata cerchia di assicurati. Mentre con morbosità s'intende la frequenza di tutte le malattie che eventualmente si possono verificare in una determinata cerchia di persone. Spesso però, questi due termini (morbilità e morbosità) sono sinonimi tra di loro.